# Droga wojewódzka nr 531
Droga wojewódzka nr 531 (DW531) – droga wojewódzka w północnej Polsce w województwie warmińsko-mazurskim przebiegająca przez teren powiatów  ostródzkiego i olsztyńskiego. Droga ma długość 12 km. Łączy Łuktę z miejscowością Podlejki.

## Przebieg drogi
Droga rozpoczyna się w miejscowości Łukta, gdzie odchodzi od drogi wojewódzkiej nr 530. Następnie kieruje się w stronę południowo - wschodnią i po 12 km dociera do miejscowości Podlejki, gdzie dołącza się do drogi krajowej nr 16. Droga posiada walory widokowe ze względu na położenie na malowniczych terenach Pojezierza Olsztyńskiego. Przebiega wzdłuż brzegów jezior Isąg i Łęguty.

## Miejscowości leżące przy trasie DW531
- Łukta
- Worliny
- Łęguty
- Podlejki